# Ansar al-Sharia (Mauritania)
Ansar Al-Sharia en las tierras de Bilad Sinqit, más conocido como Ansar al-Sharia en Mauritania (inglés: Partisanos de Ley islámica) es un grupo islamista radical que opera en Mauritania.

## Trasfondo
El Ansar al-Sharia mauritano fue fundado por islamistas encarcelados en la prisión Dar Naim el 11 de febrero de 2013. Ahmed Salem Ould al-Hasan, uno de los fundadores del grupo, describió su propósito era combatir a los secularistas, implementando la ley sharia, y restableciendo la posición de becarios islámicos dentro de la nación. El grupo estuvo dicho a ha sido influido por el fundando y actividades de Ansar Al-Sharia (Túnez).
En el momento de su fundación,  se le unieron imanes extremistas y unos cuantos políticos conservadores mauritanos.